# Marburger Blutsonntag

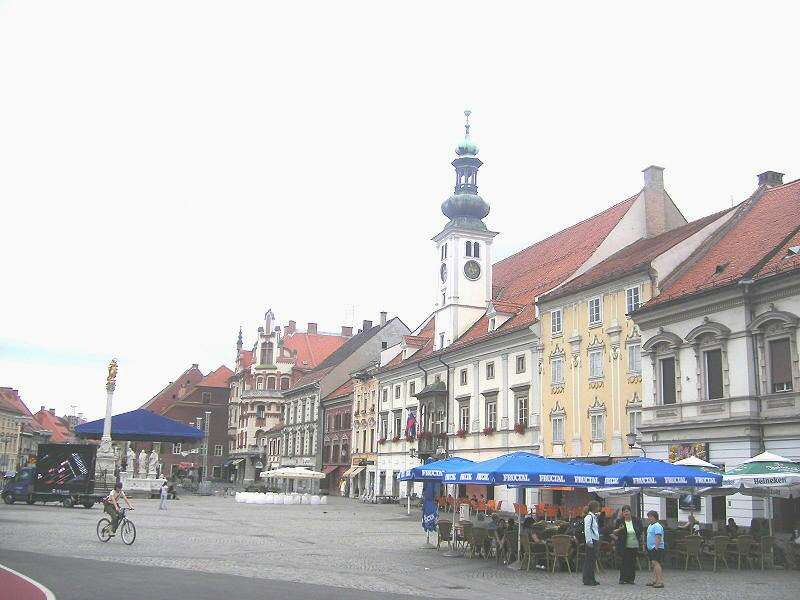
Der Hauptplatz mit dem Rathaus

Als Marburger Blutsonntag wird die blutige Zerschlagung einer Demonstration der Sloweniendeutschen in der Stadt Marburg an der Drau (Maribor) durch Soldaten der SHS-Armee am 27. Jänner 1919 bezeichnet. Dabei wurden 13 deutsche Marburger Zivilisten getötet und rund 60 verletzt. Beim 27. Jänner 1919 handelte es sich übrigens um einen Montag; die Bezeichnung dieses Tages als "Blutsonntag" entspringt einer Mythologisierung und ist späteren Datums.

## Einfall slowenischen Militärs
Während der Auflösungserscheinungen der Habsburgermonarchie (Österreich-Ungarn) in der Spätphase des Ersten Weltkrieges wurde Marburg, damals die zweitgrößte Stadt der Steiermark, am 1. November 1918 von slowenischen Landsturmeinheiten besetzt. Sie standen unter dem Kommando des k.u.k. Hauptmanns Rudolf Maister, des Kommandanten des Landsturm-Bezirkskommandos Nr. 26.
Maisters Truppen besetzten auch alle umliegenden Orte und drangen teilweise über die deutsch-slowenische Sprachgrenze nach Norden (Radkersburg, Spielfeld, Mureck, Abstall usw.) vor. Maister ließ die deutschen Volkswehreinheiten und Polizisten entwaffnen und zum Großteil nach Norden in die neu entstehende Republik Deutschösterreich abschieben. Er proklamierte sich mit Zustimmung Laibachs zum Stadtkommandanten des damals zu rund 80 % deutschsprachigen Marburg, setzte den gewählten Bürgermeister und den Stadtrat ab und fing an die Stadt zu slowenisieren. Alle deutschsprachigen Beamten wurden entlassen und, so sie nicht das Heimatrecht Marburgs besaßen, abgeschoben, Widerstand wurde mittels willkürlicher Festnahme von Geiseln verhindert.

## Blutige Niederschlagung der Demonstration
Da es aber in der Stadt Radkersburg zu erfolgreichem Widerstand freiwilliger deutschösterreichischer Verbände gekommen war und auch die neu gegründete Republik Deutschösterreich das überwiegend deutschsprachige Gebiet von Marburg und Umgebung beanspruchte, kündigte sich für den 27. Jänner 1919 eine Delegation der USA (US-Coolidge-Kommission) unter Colonel Sherman Miles an, um sich ein Bild von der ethnischen Situation in Marburg zu machen.
Ein Teil der deutschen Bevölkerung Marburgs und der Umgebung versammelte sich daraufhin vor dem Rathaus und zeigte mittels ihrer österreichischen und deutschen Fahnen ihren Willen, bei Österreich zu bleiben. Im Verlauf der Demonstration eröffneten slowenische Soldaten das Feuer auf die Demonstranten. Während von deutscher Seite ausgesagt wurde, dass Maister ohne Vorwarnung auf die gewaltfreie und waffenlose Menschenmenge schießen ließ, behaupteten slowenische Augenzeugen, deutsche Zivilisten hätten versucht, das Rathaus zu stürmen, und die ersten Schüsse seien von einem Deutschen abgegeben worden. Nach Niederschlagung eines südslawischen Offiziers hätten die jugoslawischen Truppen ohne Kommando das Feuer eröffnet. Gegen diese Version wird jedoch eingewandt, dass sie erst später aufgekommen sei, dass es bei den slowenischen Besatzungssoldaten keine Verletzten oder Toten gegeben habe und dass Maister schon vorher alle Waffen in der Stadt mittels Geiselaushebung hätte beschlagnahmen lassen. Insgesamt gab es – einschließlich der im Krankenhaus Verstorbenen – 13 tote und 60 verletzte deutsche Zivilisten aus Marburg und Umgebung.
Auf Grund dieser Ereignisse konnten die Deutschen Marburgs ihre Forderungen nicht an die US-Kommission übermitteln. Nach slowenischen Angaben sollen die Schießereien jedoch die Amerikaner gegen die slowenische Seite aufgebracht haben. Dem wurde von deutscher Seite entgegengehalten, dass die US-Kommission keinerlei Spuren des Massakers mehr vorfand.

## Anschluss an das Königreich Jugoslawien
Im Unterschied zum Kärntner Abwehrkampf, bei dem in Kärnten gegen die Besetzung durch SHS-Einheiten militärischer Widerstand geleistet wurde, verzichtete die steiermärkische Landesregierung auf jeden organisierten militärischen Widerstand (die deutschösterreichischen Einheiten in Radkersburg standen nicht unter ihrem Kommando) und vertraute auf die Gerechtigkeit der Siegermächte, die neuen Staatsgrenzen nach den ethnischen Gegebenheiten zu ziehen (Wilsons 14 Punkte).
Im Herbst 1919 wurde Marburg und Umgebung im Vertrag von Saint-Germain ohne Volksabstimmung und gegen den erklärten Willen von vormaligem Bürgermeister, Gemeinderat, Landtags- und Reichsratsabgeordneten dem Königreich der Serben, Kroaten und Slowenen, später Jugoslawien genannt, angeschlossen. Deutsche, die nach der konsequenten Slowenisierung Marburgs noch in der Stadt verblieben waren, wurden 1945 größtenteils vertrieben.

### Zeitgenössische österreichische Quellen
- Artikel in: Die Neue Zeitung, 29. Jänner 1919, S. 1 (online bei ANNO).
- Artikel in: Pester Lloyd, 29. Jänner 1919, S. 4 (online bei ANNO).
- Artikel in: Wiener Allgemeine Zeitung, 28. Jänner 1919, S. 4 (online bei ANNO).
- Artikel in: Reichspost, 29. Jänner 1919, S. 4 (online bei ANNO).

### Slowenische Quellen
- http://www.mladina.si/tednik/200703/clanek/uvo-manipulator--tomica_suljic/